# Антонов, Борис Иванович
Бори́с Ива́нович Анто́нов (7 января 1898 — не ранее 1952) — советский военачальник, полковник (1942), профессор Военной академии РККА им. М. В. Фрунзе (1947).

## Биография
Родился 7 января 1898 года[по какому календарю?] в городе Болграде Бессарабской губернии. Болгарин.
До службы в армии он работал слесарем-механиком на авторемонтном заводе Суходольского и мотористом на авиазаводе «Анатра» в Одессе.

### Первая мировая война
В Первую мировую войну в январе 1917 года Антонов был мобилизован на военную службу и зачислен в 46-й запасной пехотный полк в городе Одесса. Окончив учебную команду, он был направлен на Румынский фронт, где воевал ефрейтором и младшим унтер-офицером в составе 57-го пехотного полка. В конце 1917 года был контужен и эвакуирован в Одессу. Находился на лечении в госпиталях до середины 1918 года, после чего поступил работать шофером-механиком в авторемонтную мастерскую Суханова в Одессе.

### Гражданская война
В Гражданскую войну в начале апреля 1919 года добровольно вступил в РККА и был зачислен пулеметчиком в 1-й коммунистический отряд, переименованный позже в отдельный батальон при Одесской ЧК. В июне батальон был направлен на фронт против петлюровцев, где по прибытии Антонов назначается командиром пулеметного взвода в отряд особого назначения при штабе начальника боевого участка проскуровского направления. В сентябре он переведен в отряд особого назначения при штабе Юго-Западного фронта. В бою под Винницей в конце августа отряд был окружен и пленен. Несколько дней Антонов содержался в Винницкой тюрьме, затем под конвоем был направлен на сельскохозяйственные работы в район м. Калиновка. По пути он бежал. После выхода в расположение Красной Армии в районе Бердичев был направлен в Житомирский отряд ВЧК. 16 ноября 1919 года переведен командиром пулеметного взвода и пулеметным инструктором в дивизионную школу 44-й стрелковой дивизии. Через месяц заболел и до апреля 1920 года лечился в госпитале в городе Винница. Затем был направлен в распоряжение Упраформа 12-й армии в года Киев, а оттуда в мае переведен командиром пулеметного взвода в 57-й стрелковый полк 19-й стрелковой бригады. В его составе сражался с белополяками, прошел с боями от Киева до Замостья. В бою под Новоград-Волынском 57-й стрелковый полк был окружен польской бригадой, а Антонов попал в плен и направлен в город Броды. Через 3 недели бежал и пробивался к Бердичеву. После выхода к своим направлен на Южный фронт, где был назначен заведующим обозно-ремонтными мастерскими 1-й отдельной Заволжской бригады, затем командиром пулеметного взвода 1-го Заволжского стрелкового полка. Участвовал в боях против вооруженных формирований Н. И. Махно под Изюмом, Купянском и Полтавой. В июле 1921 года полк был переименован в 412-й стрелковый Заволжский в составе 138-й Заволжской стрелковой бригады, затем в 22-й стрелковый Заволжский полк 3-й Казанской стрелковой дивизии.

### Межвоенный период
С декабря 1922 года Антонов — командир пулеметного взвода и врид начальника пулеметной команды в 22-м стрелковом Заволжском полку 8-й стрелковой Заволжской бригады. В июне 1923 года переведен в 67-й стрелковый полк этой же бригады, где исполнял должности начальника пулеметной команды и врид командира батальона.
С 1 сентября 1925 по август 1926 года Борис Иванович Антонов проходил подготовку на повторных курсах среднего комсостава при Киевской пехотной школе. После возвращения в полк принял командование ротой в городе Чугуев. С января 1927 года командовал 34-й отдельной местной стрелковой ротой в Харькове. С апреля 1930 года проходил службу в 68-м стрелковом Ахтырском полку 23-й стрелковой дивизии УВО командиром батальона и помощником командира полка по строевой части. В июне 1931 года командирован на учебу в Военно-техническую академию РККА им. Ф. Э. Дзержинского. С выделением электротехнического факультета в самостоятельную Военную электротехническую академию РККА в 1932 года был переведен в неё слушателем на электромеханический факультет. После 2-го курса в сентябре 1934 года исключен из академии и откомандирован в распоряжение Военной академии РККА им. М. В. Фрунзе, где зачислен слушателем 2-го курса основного факультета. В октябре 1936 года окончил последнюю и был назначен начальником 1-й (оперативной) части штаба 2-й Белорусской стрелковой дивизии в городе Минск.
28 июня 1938 года уволен в запас по ст. 43, п. "а ". Работал преподавателем и начальником военной кафедры в Белорусском государственном университете и в Минском политехническом институте. В апреле 1939 года приказом ИКС восстановлен в кадрах РККА и назначен преподавателем тактики Горьковских КУКС запаса. В июле переведен преподавателем кафедры общей тактики в Военную академию РККА им. М. В. Фрунзе, В апреле 1941 года подполковник Антонов назначен начальником штаба 185-й моторизованной дивизии 21-го механизированного корпуса МВО в городе Идрица.

### Великая Отечественная война
В начале войны дивизия с 23 июля 1941 года в составе корпуса вошла в подчинение командования Северо-Западного фронта и участвовала в приграничном сражении в районе города Даугавпилс, на псковском и новгородском направлениях. С августа до середины сентября она в составе 27 армии вела оборону на левом берегу реки Ловать. Однако после занятия противником Демянска оказалась в окружении и пробивалась к своим войскам в направлении на Осташков. Вышедшие из окружения части по ж. д. были направлены в город Новгород. Здесь в составе Новгородской армейской группы дивизия была переформировала в стрелковую, получила пополнение и вооружение. Во второй половине октября, в связи с прорывом противника на Калинин, она была переброшена в район ст. Лихославль, где с марша вступила в бой за Медное и после овладения им вышла на северную окраину города Калинин. В середине ноября дивизия была переброшена из-под Калинина в район Завидово, где вошла в состав 30-й армии Калининского фронта и участвовала в Клинско-Солнечногорской оборонительной операции. С 25 декабря подполковник Антонов принял командование 139-й стрелковой дивизией, формировавшейся в городе Чебоксары Чувашской АССР. С этой должности 5 марта 1942 г. был назначен на преподавательскую работу в Военную академию РККА им. М. В. Фрунзе и до конца войны занимал в ней должности преподавателя и старшего преподавателя кафедры общей тактики, с октября 1944 года одновременно являлся старшим тактическим руководителем этой кафедры.

### Послевоенное время
После войны полковник Антонов продолжал служить в академии. С октября 1946 года исполнял должность заместителя начальника курса по учебной работе — старшим тактическим руководителем основного факультета. С октября 1947 года был ординарным профессором кафедры БТ и MB, с июля 1949 года — старшим тактическим руководителем кафедры общей тактики.
4 июня 1952 года полковник Антонов был уволен в запас.
Скончался в 1966 году и был похоронен в Москве на Введенском кладбище.

## Награды
- орден Ленина (21.02.1945)[2]
- три ордена Красного Знамени (07.12.1943[3], 03.11.1944[2], 20.06.1949[2])
- медали, в том числе:
  - «За оборону Москвы»
  - «За победу над Германией в Великой Отечественной войне 1941—1945 гг.»